# Académie des arts, lettres et sciences de Languedoc
L'Académie des arts, lettres et sciences de Languedoc est une société savante, fondée en 1965 afin d'établir un lien permanent entre la capitale et les principales métropoles des pays d'oc. 
Elle a pour objectifs de sauvegarder les traditions des territoires des anciens parlers occitans et de favoriser l'essor de ces pays dans tous les domaines : scientifique, littéraire, artistique, économique, social, culturel, etc.
Parmi les moyens d'action de l’Académie figure l'attribution de prix et récompenses aux organismes et aux personnalités qui perpétuent les traditions languedociennes et se révèlent les meilleurs dans leurs activités,,.
L'Académie publie des Cahiers de l'Académie à raison de trois par an.

## Composition
- Présidente d'honneur : Simone Tauziède
- Président d'honneur : Paul de Saint-Palais
- Président : Pr Jean Barthe
- Secrétaire perpétuel : Edmond Jouve
- Secrétaire dispensatrice : Suzanne Odin